# 喬洛馬

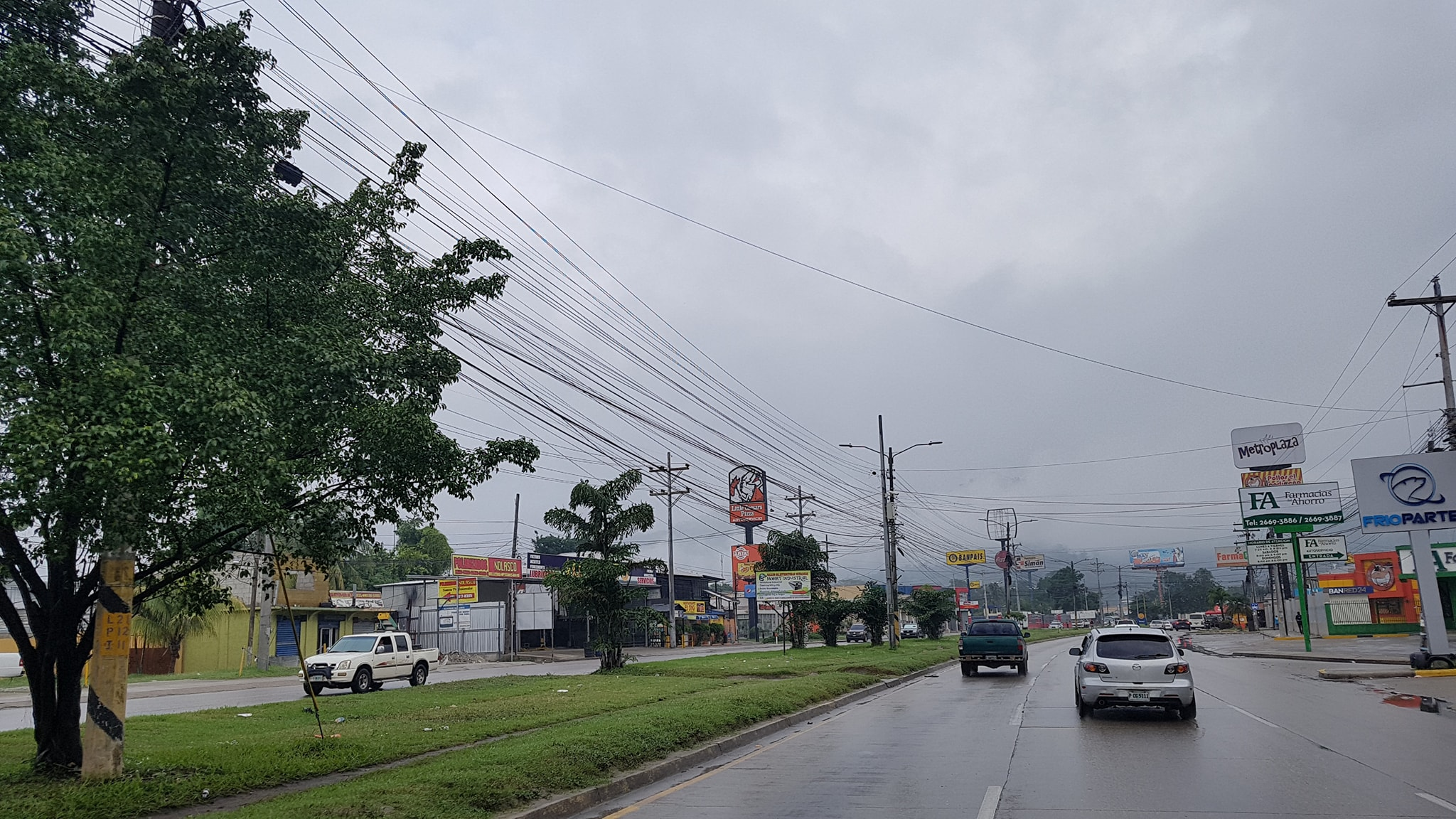
喬洛馬

喬洛馬（Choloma）是洪都拉斯的城市，由科爾特斯省負責管轄，位於該國西北部，始建於1894年5月3日，面積471平方公里，海拔高度39米，主要經濟活動是工業，2010年人口222,828。

## 外部連結
- Muni owes more than $1 million to private sand extraction company[永久] In Spanish.
- Choloma crece al paso de la maquila（页面存档备份，存于）